# Jean-Baptiste Vallière
Pour les articles homonymes, voir Vallière (homonymie).
Jean-Baptiste Vallière est un compositeur français né à Aix-en-Provence le 11 avril 1715, décédé à Arles le 17 novembre 1790.

## Biographie
Il devient organiste auprès du chapitre d'Arles en décembre 1735, qu'il servira pendant 46 années, jusqu'en 1785.
À deux reprises, il assure l'intérim du poste de maître de musique (entre 1739 et 1743, puis en 1749).
C'est l'un des rares exemples de maître marié (père de trois enfants) et notable de sa ville.

## Œuvres
Auteur d'un grand nombre de pièces religieuses, il semble cependant que seul son Magnificat soit actuellement retrouvé (manuscrit déposé à la bibliothèque Inguimbertine de Carpentras).

## Discographie
Pour solistes, chœur et basse-continue, son Magnificat est recréé en 1988 par l'ensemble baroque Les Festes d'Orphée et enregistré sur le quatrième CD de la collection « Les Maîtres baroques de Provence » publié en 2012.